# Faculdade Pan Amazônica
A Faculdade Pan Amazônica - FAPAN é uma instituição de ensino superior brasileira, com sede no bairro da Cremação, em Belém do Pará - PA.
A FAPAN conta com os seguintes cursos:
- Administração
- Ciência da Computação
- Ciências Contábeis
- Comunicação Social (Publicidade e Propaganda)
- Direito
- Enfermagem
- Engenharia de Produção
- Serviço Social
- Turismo
- Comércio Exterior
- Estética e Cosmética
- Gestão Comercial
- Gestão Hospitalar
- Gestão de Recursos Humanos
- Gestão da Tecnologia da Informação
- Marketing
- Processos Gerencial